# 안나 모레이라

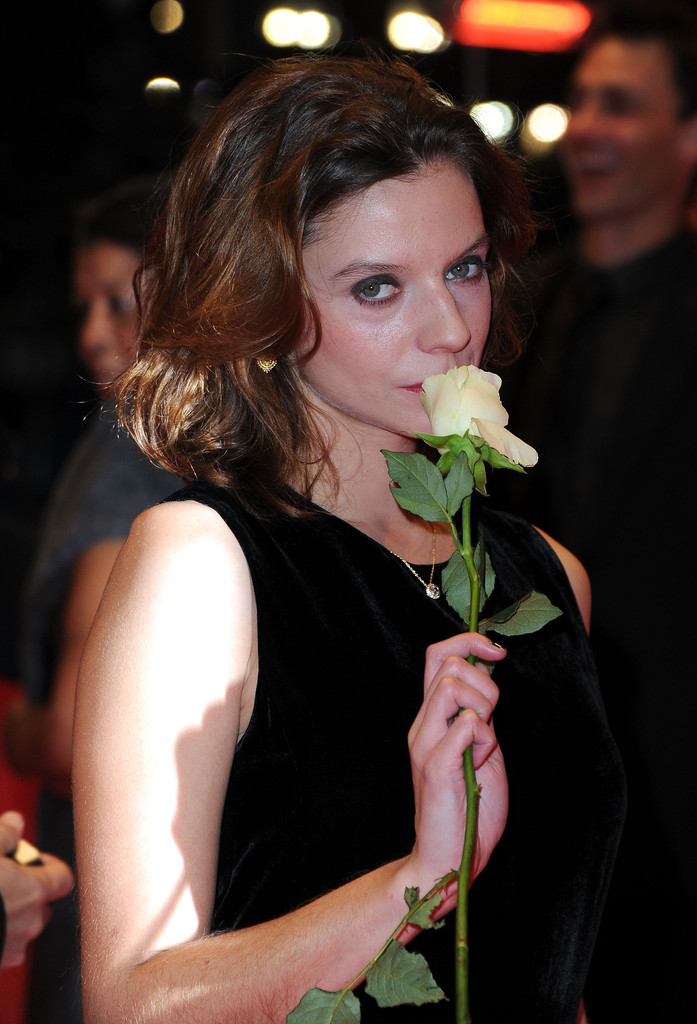

안나 모레이라(Ana Moreira, 1980년 2월 13일 ~ )는 포르투갈의 배우, 영화배우이다.
리스본에서 태어났다.

## 영화
- 아쿠아파키에 (2018년)
- 3 이어스 레이터 (2018년)
- 타부 (2012년) - 젊은 오로라 역
- 어 파리데이라 (2011년)
- 불안의 영화 (2010년)
- 포르투칼 넌 (2009년)
- 노던 랜드 (2008년)
- 트랜스 (2006년)
- 알리시아의 이름 (2004년)
- 돌연변이 (1998년)